# 马尔科·安东尼奥·达席尔瓦
马尔科·安东尼奥·达席尔瓦（Marco Antonio da Silva ，1966年5月9日—）是一名巴西已退役足球运动员，司職中場。1990年，他代表巴西國家足球隊出場1次。1998年，马尔科·安东尼奥·达席尔瓦宣佈退役。